# Elvira Berend
Elvira Berend, z domu Sachatowa, ros. Эльвира Сахатова (ur. 19 września 1965) – luksemburska szachistka pochodzenia kazachskiego, arcymistrzyni od 1995 r., siostra Gulnary Sachs.

## Kariera szachowa
W 1986 r. wystąpiła w rozegranym we Frunze finale indywidualnych mistrzostw Związku Radzieckiego. Po rozpadzie ZSRR należała do ścisłej czołówki kazachskich szachistek. W latach 1992, 1994 i 1996 trzykrotnie (w tym 2 razy na I szachownicy) reprezentowała narodowe barwy na szachowych olimpiadach, natomiast w 1995 r. zdobyła dwa medale podczas rozegranych w Singapurze drużynowych mistrzostwach Azji: srebrny (za indywidualny wynik na I szachownicy) oraz brązowy (wspólnie z drużyną). W 1995 r. zajęła XIV m. w turnieju międzystrefowym (eliminacji mistrzostw świata), który odbył się w Kiszyniowie, natomiast w 1997 r. zdobyła w Atenach tytuł mistrzyni Europy w szachach szybkich oraz zwyciężyła (wspólnie z m.in. Claude Wagener) w otwartym turnieju w Luksemburgu.
W drugiej połowie lat 90. wyszła za mąż za luksemburskiego mistrza międzynarodowego Freda Berenda i od 1997 r. na arenie międzynarodowej reprezentuje barwy tego kraju. W 2004 i 2008 r. uczestniczyła (w obu przypadkach na I szachownicy) w turniejach olimpijskich, w 2004 r. zdobywając w Calvii brązowy medal za wynik indywidualny, natomiast w 2005 r. wystąpiła w męskiej reprezentacji Luksemburga na rozegranych w Göteborgu drużynowych mistrzostwach Europy.
Najwyższy ranking w dotychczasowej karierze osiągnęła 1 stycznia 1995 r., z wynikiem 2385 punktów dzieliła wówczas 21-23. miejsce na światowej liście FIDE, jednocześnie zajmując 1. miejsce wśród kazachskich szachistek.